# Itapuã do Oeste
Itapuã do Oeste é um município brasileiro do estado de Rondônia. Localiza-se a uma latitude 09º12'18" sul e a uma longitude 63º10'48" oeste, estando a uma altitude de 0 metros. Sua população estimada em 2015 era de 9.995 habitantes.
Possui uma área de 4.081 km², aproximadamente a de  Cabo Verde.

## História
Surgiu com o nome de Itapuã do Oeste, às margens da BR-364, distante 105 km de Porto Velho.
A história da cidade está interligada com o início de extração de minério de cassiterita a partir da década de 1970 e exploração de madeira nos anos 1980/90.
Formação Administrativa
O município foi criado com o nome de Jamari, em 13 de fevereiro de 1992, através da lei nº 364, com áreas desmembradas dos municípios de Ariquemes e Porto Velho.
Devido a insatisfação dos moradores com a denominação candeias do Jamari, foi realizado um plebiscito para que retornasse o nome Itapuã do Oeste.
No dia 24 de outubro de 1997, através da lei nº 747 foi dada nova denominação ao Município de Jamari, que passou a denominar-se Itapuã do Oeste.
Por conta da construção da Usina Hidrelétrica de Samuel, Itapuã do Oeste teve seu lençol freático afetado. Nos meses com grande quantidade de chuva, o município sofre com alagamentos com a contribuição do terreno plano na qual a cidade se encontra.
No mês de junho é comemorado a tradicional festa de São João, realizada pela Loja Maçônica. Em Setembro, no dia da Independência, tradicionalmente ocorre a Cavalgada da Independência.

## Religião
Religiões em Itapuã do Oeste (2010)
Segundo o Censo do Instituto Brasileiro de Geografia e Estatística (IBGE), em 2010 39,06%   da população do município era evangélica, 35,27% eram católicos romanos,  21,77% não tinha religião, 0,93% eram Testemunhas de Jeová e 2,35% eram de outras religiões cristãs (incluindo Igreja Católica Apostólica Brasileira, Igreja Ortodoxa e Mormonismo), e 0,62% outras religiões.

### Protestantismo
Itapuã do Oeste é o único município de Rondônia em que o Protestantismo foi maior que o Catolicismo Romano no Censo de 2010.
Detre as denominações protestantes em Itapuã do Oeste, a maioria da população é pentecostal, cerca de 28,77%. 3,7% da população é adventista, 3,38% são batistas, 0,88% é metodista, 0,87% é presbiteriano e 1,21% não determinaram denominação.
As Assembleias de Deus são o maior grupo pentecostal, com 17,31% da população, seguida pela Congregação Cristã no Brasil com 3,1% e Igreja Universal do Reino de Deus com 2,06% 